# Roche gravée de Grand Beauregard Sud
La roche gravée de Grand Beauregard Sud est un monument historique de Guyane situé dans la ville de Rémire-Montjoly.
Le site est inscrit monument historique par arrêté du 8 mars 2002.